# Legenere
Legenere es un género monotípico de planta herbácea  perteneciente a la familia Campanulaceae. Su única especie: Legenere valdiviana (Phil.) E.Wimm. in H.G.A.Engler (ed.), Pflanzenr., IV, 276b: 726 (1953), es originaria de América donde se distribuye desde California hasta Chile.

## Descripción
Los tallos son reclinables y con una longitud de diez a treinta centímetros, pero las ramas laterales son delgadas y rígidas.

## Distribución y hábitat
Florece en mayo y junio, y se produce por debajo de los 610 metros de altura en charcas de primavera y algunos otros hábitats húmedos. Las principales colonias de California se encuentran en el condado de Solano, condado de Sacramento, condado de Lake, condado de Napa, condado de Sonoma, condado de Tehama y condado de Yuba. Según la Sociedad de Plantas Nativas de California L. limosa se clasifica en la Lista 1B: raras, amenazadas o en peligro de extinción, y 0.1: En serio peligro de extinción. Las principales amenazas para la especie son el pastoreo y superpoblación humana.

## Taxonomía
Legenere valdiviana fue descrita por (Phil.) E.Wimm. y publicado en Pflanzenr. IV, 276b: 726 1953.
Etimología
Un nombre común alternativo para este organismo es Legenere de Greene, después de que Edward Lee Greene describiera por primera vez esta planta en 1890; el nombre del género Legenere se deriva como un anagrama de E.L. Greene. 
El nombre de la especie limosa se deriva de las palabras en latín limus (es decir, barro) Y sella (en sentido de asiento): la planta que está sentada en el barro.
Sinonimia
- Mezleria valdiviana Phil., Bot. Zeitung (Berlin) 22: 217 (1864).
- Lobelia valdiviana (Phil.) Vatke, Linnaea 38: 725 (1874).
- Dortmannia valdiviana (Phil.) Kuntze, Revis. Gen. Pl. 2: 973 (1891).
- Howellia valdiviana (Phil.) E.Wimm., Ann. Naturhist. Mus. Wien 56: 373 (1948).
- Howellia limosa Greene, Pittonia 2: 81 (1890).
- Legenere limosa (Greene) McVaugh in N.L.Britton & al. (eds.), N. Amer. Fl. 32A: 13 (1943).[2][5]